# МР УР-100
МР УР-100 (индекс ГРАУ — 15А15, код СНВ — РС-16А, по классификации МО США и НАТО SS−17 mod.1,2 Spanker (рус. Рысак)) — советская жидкостная, двухступенчатая межконтинентальная баллистическая ракета, входившая в состав стратегического ракетного комплекса шахтного базирования 15П015.

## Конструкция
15А15 проектировалась при ограничении на геометрические характеристики её транспортно-пускового контейнера (под существовавшие ШПУ ракет РС-10).
Двухступенчатая ракета МР УР-100 выполнена в двух диаметрах: корпус первой ступени имеет диаметр равный 2,25 м., второй — 2,1 м. Ступени соединяются между собой слабоконическим соединительным отсеком, который при разделении ступеней разрушается удлинённым кумулятивным зарядом, опоясывающим соединительный отсек в его средней части.

### Конструкция первой ступени
В состав корпуса первой ступени ракеты входят также хвостовой и топливные отсеки. Топливный отсек, состоящий из верхней ёмкости (для окислителя) и нижней (для горючего), — сварной конструкции из алюминиево-магниевого сплава. Ёмкости (баки) окислителя и горючего разделены сферическим промежуточным днищем. Нижнее сферическое днище бака горючего направлено выпуклостью вовнутрь бака, образуя вместе с хвостовым отсеком полость для размещения ДУ ступени.
ДУ первой ступени 15А15 состоит из двух двигателей:
- основного (маршевого) — 15Д168[2] (РД-268, разработка КБЭМ под руководством В. П. Глушко[3])
- рулевого — 15Д167[4] (разработка КБ-4 под руководством И. И. Иванова[3] (часть КБЮ)[4] на базе 8Д68[англ.] (РД-855 (РД-68) в Р-36) и 8Д612[англ.] (РД-854 в Р-36орб)).

Однокамерный маршевый ЖРД с турбонасосной системой подачи топлива выполнен по замкнутой схеме и закреплён на ступени неподвижно. В состав рулевого двигателя входят четыре поворотные (шарнирно закреплённые) камеры сгорания и один ТНА. В рулевом двигателе реализована открытая схема процесса сгорания компонентов топлива.

### Конструкция второй ступени
ДУ второй ступени 15Д169 (РД-862, разработка КБ-4 на базе 15Д512 2-й ступени РТ-20) ракеты 15А15 состоит из однокамерного, неподвижно закреплённого на корпусе ступени ЖРД с турбонасосной подачей компонентов топлива и замкнутой схемой. Этот двигатель имеет ряд оригинальных решений по рабочим процессам: по системе охлаждения камеры сгорания, по процессу газогенерации и другим, которые в конечном счёте позволили получить рекордную величину удельного импульса тяги для ЖРД такого класса (3300 м/с в пустоте). Оригинален и способ создания управляющих сил и моментов при полёте второй ступени: управление по тангажу и рысканью обеспечивается вдувом газа в закритическую часть сопла ЖРД, а по крену — четырьмя небольшими соплами, рабочее тело для которых вырабатывается в газогенераторе ТНА двигателя.

### Головная часть
К корпусу второй ступени 15А15 с помощью разрывных болтов крепится разделяющаяся головная часть с четырьмя боевыми блоками, прикрытая обтекателем с изменяемой геометрией. В состав РГЧ входит герметичный приборный отсек, в котором размещается система управления ракетой, и для разведения боевых блоков твердотопливная ДУ15Д171, разработанная КБ «Южное» и НПО «Алтай» на базе ДУ 15Д161 и 15Д221 в РГЧ у Р-36М.

## Миномётный старт МР УР-100
Для ракеты МР УР-100 одной из первых в СССР была практически реализована «миномётная» схема старта, при которой ДУ первой ступени запускается после выхода ракеты из ТПК под давлением газов, вырабатываемых специальными пороховыми газогенераторами. Для обеспечения миномётного старта на нижнюю часть ракеты устанавливается поддон с опорно-обтюрирующим поясом, а на корпус ракеты — опорные бандажи, которые сбрасываются после выхода ракеты из ТПК. При миномётном старте ракеты газы, вырабатываемые в пороховом аккумуляторе давления, поступают в объём между верхним и нижним днищами поддона. В момент старта принудительно разрывается механическая связь между днищами, и под давлением газов, действующих на верхнее днище поддона, ракета вместе с днищем выбрасывается из ТПК. Нижнее днище поддона с закреплёнными на нём ПАД остаётся в контейнере.

## Тактико-технические характеристики
| Максимальная дальность, км                     | 10 000...11 000                  |
| Стартовая масса, т                             | 71,1                             |
| Забрасываемый вес, кг                          | 2550                             |
| Масса топлива, т                               | 63,2                             |
| Длина ракеты в сборе с ТПК, м                  | 21,6                             |
| Максимальный диаметр, м                        | 2,25                             |
| Тип головной части                             | РГЧ ИН                           |
| Число боевых блоков                            | 4                                |
| Мощность боевых блоков                         | 0,75 Мт                          |
| Тип системы управления                         | Автономная, инерциальная         |
| Точность стрельбы, КВО                         | 470 м                            |
| Топливо: - горючее - окислитель                | Самовоспламеняющееся - НДМГ - АТ |
| Тяга МД 1-й ступени, кН                        | Po=1425 Рп=1558                  |
| Удельный импульс тяги, м/с: на Земле в пустоте | 1-я ступень 2897 3121            |
| Органы управления 1-й ступени                  | четырёхкамерный рулевой ЖРД      |

## Сравнительная характеристика
| Общие сведения и основные тактико-технические характеристики советских баллистических ракет третьего поколения                                                                                    | Общие сведения и основные тактико-технические характеристики советских баллистических ракет третьего поколения | Общие сведения и основные тактико-технические характеристики советских баллистических ракет третьего поколения | Общие сведения и основные тактико-технические характеристики советских баллистических ракет третьего поколения | Общие сведения и основные тактико-технические характеристики советских баллистических ракет третьего поколения |
| Наименование ракеты | РСД-10 | УР-100 НУ | МР УР-100 | Р-36М, Р-36М УТТХ                                                                                              |
| Конструкторское бюро | МИТ | НПО «Машиностроение»                                                                                           | КБ «Южное» | КБ «Южное» |
| --- | --- | --- | --- | --- |
| Генеральный конструктор | А. Д. Надирадзе                                                                                                | В. Н. Челомей                                                                                                  | В. Ф. Уткин | В. Ф. Уткин |
| Организация-разработчик ЯБП и главный конструктор | ВНИИЭФ, С. Г. Кочарянц                                                                                         | ВНИИП, О. Н. Тиханэ                                                                                            | ВНИИЭФ, С. Г. Кочарянц                                                                                         | ВНИИЭФ, С. Г. Кочарянц                                                                                         |
| Организация-разработчик заряда и главный конструктор | ВНИИЭФ[уточнить], Б. В. Литвинов                                                                               | ВНИИЭФ, Е. А. Негин                                                                                            | ВНИИЭФ, Е. А. Негин                                                                                            | ВНИИЭФ, Е. А. Негин                                                                                            |
| Начало разработки | 04.03.1966[уточнить]                                                                                           | 16.08.1976 | 09.1970 | 02.09.1969 |
| Начало испытаний | 21.09.1974 | 26.10.1977 | 26.12.1972 | 21.02.1973 |
| Дата принятия на вооружение | 11.03.1976 | 17.12.1980 | 30.12.1975 | 30.12.1975 |
| Год постановки на боевое дежурство первого комплекса | 30.08.1976 | 06.11.1979 | 06.05.1975 | 25.12.1974 |
| Максимальное количество ракет, стоявших на вооружении | 405 | 360 | 150 | 308 |
| Год снятия с боевого дежурства последнего комплекса | 1990 | | 1995 | |
| Максимальная дальность, км | 5000 | 10000 | 10000+10320 | 11000+16000 |
| Стартовая масса, т | 37,0 | 105,6 | 71,1 | 210,0 |
| Масса полезной нагрузки, кг | 1740 | 4350 | 2550 | 8800 |
| Длина ракеты, м | 16,49 | 24,3 | 21,6 | 36,6 |
| Максимальный диаметр, м | 1,79 | 2,5 | 2,25 | 3,0 |
| Тип головной части | разделяющаяся головная часть с блоками индивидуального наведения                                               | разделяющаяся головная часть с блоками индивидуального наведения                                               | разделяющаяся головная часть с блоками индивидуального наведения                                               | разделяющаяся головная часть с блоками индивидуального наведения                                               |
| Количество и мощность боевых блоков, Мт | 1×1; 3×0,15 | 6×0,75 | 4×0,55+0,75 | 8×0,55+0,75 |
| Стоимость серийного выстрела, тыс. руб. | 8300 | 4750 | 5630 | 11870 |
| Источник информации : Оружие ракетно-ядерного удара. / Под ред. Ю. А. Яшина. — М.: Издательство МГТУ имени Н. Э. Баумана, 2009. — С. 25–26 — 492 с. — Тираж 1 тыс. экз. — ISBN 978-5-7038-3250-9. | | | | |

## Модификации
МР УР-100 УТТХ (индекс ГРАУ — 15А16, код СНВ — РС-16Б, по классификации МО США и НАТО SS−17 mod.3 Spanker).
Разработка началась 16 августа 1976 года по постановлению правительства № 656—215, одновременно с постановлением № 654—213 об улучшении тактико-технических характеристик (УТТХ) ракетного комплекса Р-36М, практически все работы по этим двум комплексам также велись совместно. Эскизные проекты по ним разработаны в декабре того же года, лётно-конструкторские испытания начаты в октябре 1977 года на НИИП-5.
Ракетный комплекс МР УР-100 УТТХ принят на вооружение 17 декабря 1980 года постановлением правительства № 1183—403.
Стационарный ракетный комплекс 15П016 включал в себя 10 межконтинентальных баллистических ракет 15А16, смонтированных в шахтных пусковых установках 15П716 (переоборудованные 15П715 ракет 15А15), а также унифицированный командный пункт 15В52У высокой защищённости.
За создание ракетных комплексов Р-36М УТТХ (15А18) и МР УР-100 УТТХ (15А16) большая группа работников КБ «Южное» и ПО ЮМЗ удостоена правительственных наград. Комплекс МР УР-100 УТТХ находился на боевом дежурстве до 1994 года.

## Сохранившиеся экземпляры
- В Мемориальном комплексе-музее «Салют, Победа!»;
- На главной площади пгт. Власиха Московской области — месте расположения штаба РВСН РФ.
- В городе Байконур, позади памятника Янгелю.[7]
- Макет ракеты «15А16» (МР-УР-100УТТХ) в Государственном музее истории космонавтики имени К. Э. Циолковского
- Полноразмерный разрезной макет «МР УР 100» — Павильон Ракетной техники имени С. П. Королева, Военная академия РВСН им. Петра Великого, Балашиха, Московская область, Россия.[8][9][10] 55°46′57″ с. ш. 37°58′13″ в. д.HGЯO
- Полноразмерный разрезной макет ракеты 15А15 представлена в филиале Центрального музея РВСН в Учебном центре Военной академии РВСН им. Петра Великого в Балабанове Калужской области[11]. 55°11′36″ с. ш. 36°37′30″ в. д.HGЯO

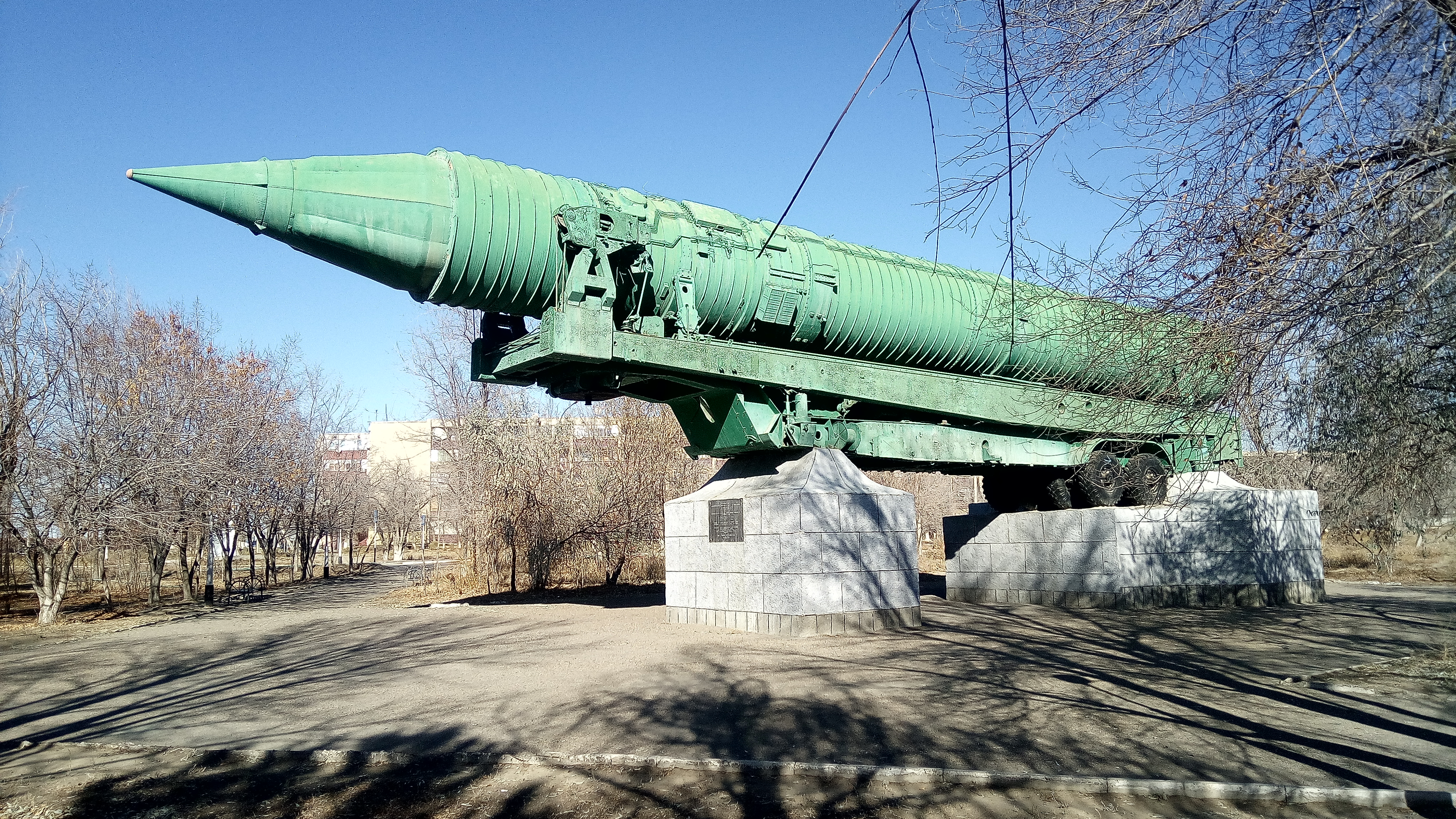
Памятник ракете МР УР-100 в Байконуре
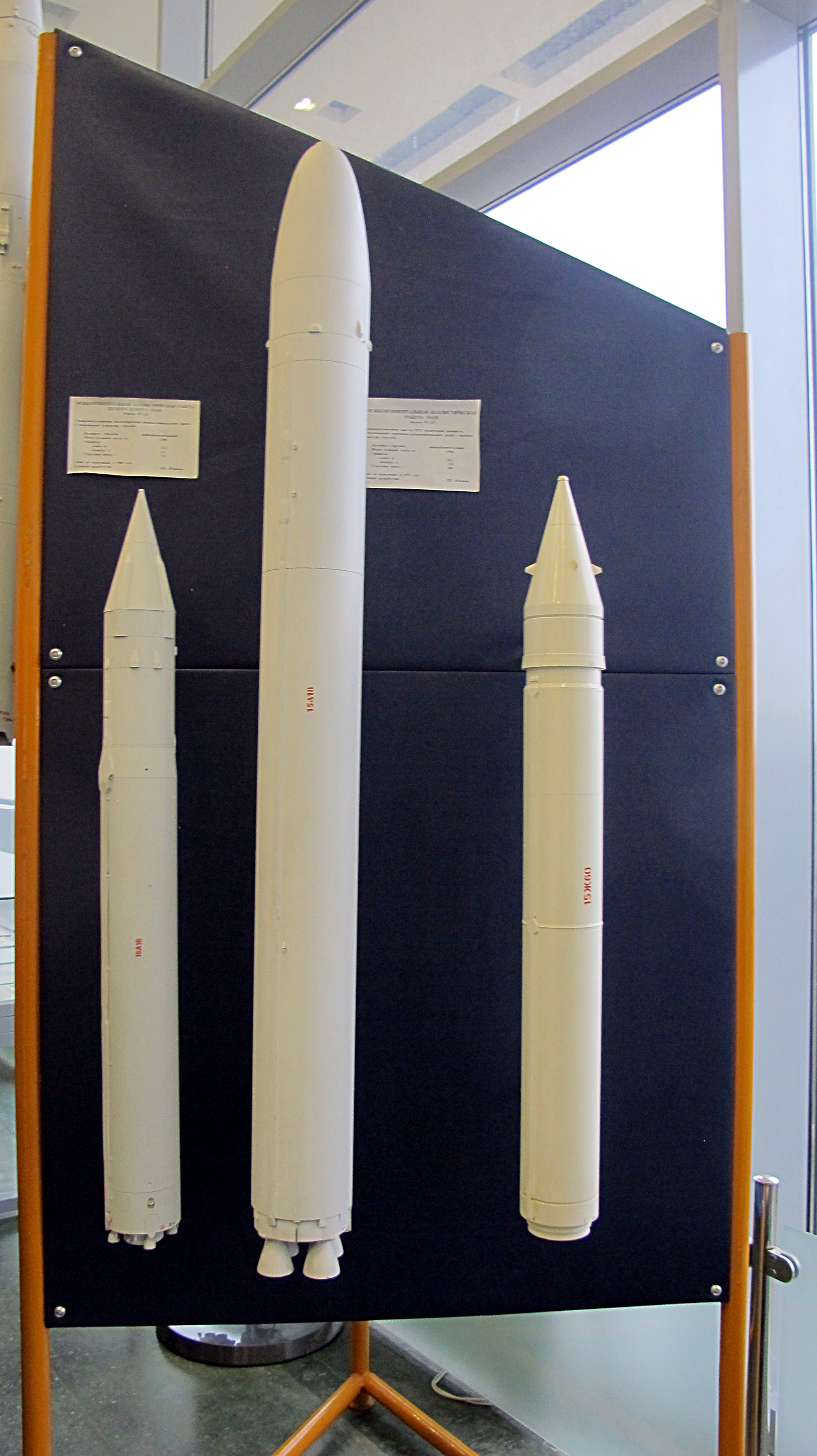
Макет ракеты «15А16» (слева) в Государственном музее истории космонавтики
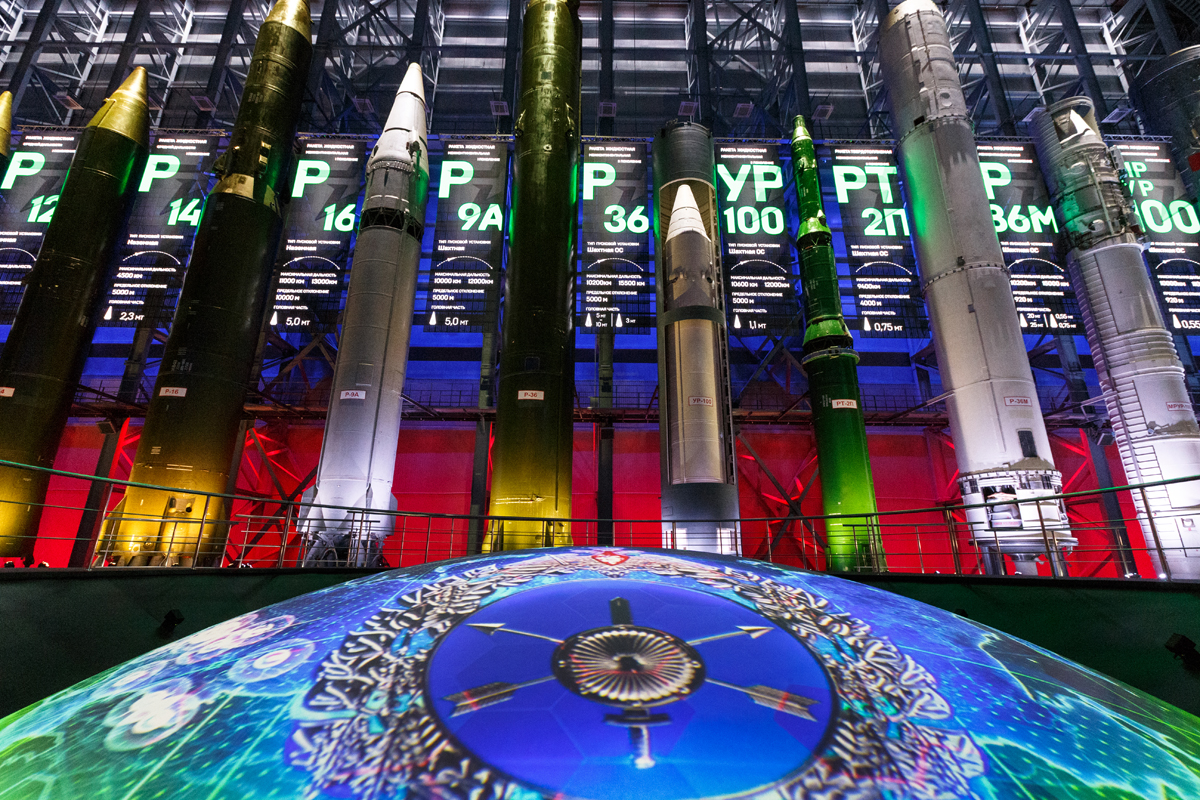
Макет "15А15" (крайняя справа) в Павильоне Ракетной техники имени С. П. Королева
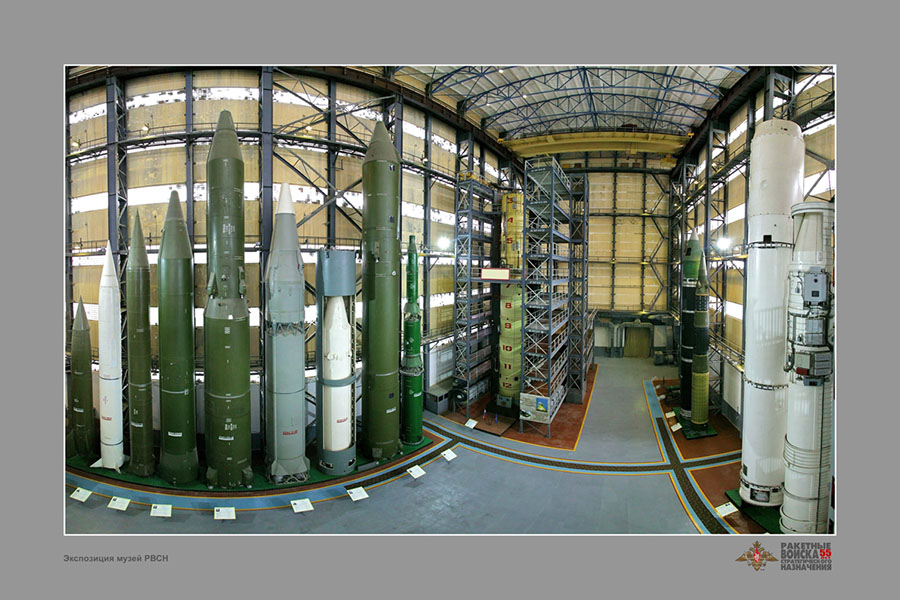
Макет 15А15 (крайняя справа) в филиале Центрального музея РВСН